# Matroska
Matroska es un formato contenedor abierto, un archivo informático que puede contener una cantidad muy grande de vídeo, audio, imagen o pistas de subtítulos dentro de un solo archivo.  Su finalidad es la de servir como formato universal para el almacenamiento de contenidos audiovisuales y multimedia, como películas o programas de televisión, imágenes y textos.
No es un codec de video como H.264/MPEG-4 AVC o Theora, sino que es un contenedor que envuelve audio, video y subtítulos dentro de un mismo paquete, y que permite reproducir el archivo tanto en ordenadores como en otros dispositivos con la suficiente potencia de procesamiento.

## Generalidades

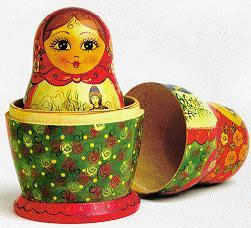
Una matrioska.

La denominación Matroska está inspirada en el concepto de la matrioska, la tradicional muñeca rusa que en su interior alberga más muñecas.
Matroska es un software libre con características similares a otros contenedores, como AVI, MP4 o ASF, pero es totalmente de código abierto, es decir, no es un formato propietario y por lo tanto no paga derechos de autor ni está sometido a limitaciones por copyright. Por cada película o juego que sale a la venta compatible con el formato, sus responsables no deben pagar regalías al fabricante del software, por lo cual se reducen los costes y los productos se pueden vender a un precio menor; además el usuario puede realizar sus propios archivos gratuitamente y de forma libre. Debido a ello y a la proliferación del peer-to-peer, cada vez es más conocido. Se busca que sus implementaciones consistan en software libre. Los archivos de tipo Matroska son .MKV para vídeo (con subtítulos y audio), .MKA para archivos solamente de audio, .MKS sólo para subtítulos y .MK3D para vídeo estereoscópico.
El software Matroska sirve para cualquier tipo de almacenamiento multimedia, como películas, animación 3D, videojuegos, imágenes, textos, libros interactivos, guías interactivas, etc. Como el usuario tiene libre control sobre la presentación de los contenidos, se presta mejor para el uso interactivo multimedia de esos contenidos, al no tener que solicitar permisos para desarrollar los proyectos o manipular el software.
A pesar de ser una iniciativa de software libre, Matroska no se limita a sistemas operativos de código abierto, como GNU/Linux, está pensado para poder ser usado en todos los sistemas operativos tanto libres como propietarios, es decir se quiere que se pueda usar en Windows, Mac OS X, Android o cualquier otro. 
Es importante tener claro que al igual que otros formatos de contenedor, Matroska por sí solo no especifica un formato de compresión de audio o vídeo; por lo tanto, diversas tecnologías de compresión de audio o vídeo (codecs) pueden ser utilizadas para codificar el audio o vídeo que luego puede ser almacenado en un solo archivo contenedor Matroska.
El 7 de enero de 2009 se anunció que la compañía Divx ofrecería apoyo al formato Matroska en su nuevo producto audiovisual Divx 7.

## Historia
El proyecto fue anunciado el 7 de diciembre de 2002, como una bifurcación del Contenedor de Formato Audiovisual (MCF, en sus siglas en inglés), después de los desacuerdos entre el desarrollador principal Lasse Karkkainen y el que sería, inmediatamente después, fundador de Matroska, Steve Lhomme, sobre el uso del Meta Lenguaje Binario Extensible (EBML por sus siglas en inglés) en lugar de otro formato binario. Este periodo coincidió con una larga pausa en la programación del MCF por su desarrollador principal, lo que provocó que la mayor parte de la comunidad migrara rápidamente a este nuevo proyecto.
En 2010, se anunció que el formato de audio/video "WebM" se basaría en Matroska junto con el video VP8 y el audio Vorbis.
El 31 de octubre de 2014, Microsoft confirmó que Windows 10 apoyaría a HEVC y Matroska, de acuerdo con un comunicado de Gabriel Aul, jefe de "Microsoft Operating Systems Group's Data and Fundamentals Team". En específico, fue la versión "Windows 10 Technical Preview Build 9860" la que agregó el soporte para HEVC y Matroska. 

## Metas y objetivos
Los desarrolladores del proyecto Matroska creen que el uso de EBML les aporta una serie de ventajas, incluyendo una mayor posibilidad de ampliar el formato en el futuro, probablemente décadas, conforme las novedades se hagan presentes y/o los objetivos del proyecto también.
El formato ha sido diseñado desde cero para ser extendido y duradero, a diferencia de formatos como AVI el cual a pesar de su pasada popularidad ha caído en desuso debido a que su diseño le impide ser ampliado fácilmente sin romper la retrocompatibilidad. 
El equipo de Matroska ha hablado abiertamente en hydrogenaudio.org y Doom9 sobre algunos de sus objetivos a largo plazo, incluyendo:
- La creación de un moderno, flexible y ampliable contenedor multimedia.
- El desarrollo de un apoyo sólido de transmisión.
- El desarrollo de un sistema de menús similares a los del DVD basado en EBML.
- El desarrollo de un conjunto de herramientas para la creación y edición de archivos Matroska.
- Trabajar con fabricantes de hardware para incluir apoyo Matroska en dispositivos audiovisuales y multimedia.
- Apoyar la adopción y aplicación de las bibliotecas en Matroska Haikú (OpenBeOS) Mediakit y GStreamer Multimedia Framework para GNU/Linux, equivalente a Microsoft (TM) DirectShow (R) para Windows (TM)
- Desarrollar y poner en marcha una serie de filtros DirectShow para la reproducción y creación de ficheros Matroska en el Sistema Operativo Windows (TM)
- Establecer Matroska como la alternativa de código abierto a los contenedores existentes como AVI, ASF, MOV, RM, MP4, MPG (en esto es comparable a Ogg).

## Características
Las capacidades del contenedor Matroska son:
| - Una o varias pistas de vídeo alternativas, o programadas para reproducir una después de otra (permite unir vídeos sin perder calidad). - Una o varias pistas de audio alternativas. - Posibilidad de Audio y Vídeo en VFR (Framerate Variable). - Varios subtítulos, incluyendo SSA/ASS con funciones avanzadas, y recientemente PGS. - Varios capítulos en un mismo fichero. - Posibilidad de menús en el futuro. - Streaming o vídeo visualizado en tiempo real mientras se descarga. | - Búsqueda (seeking) mejorada respecto del avi (al cambiar de posición el vídeo no se desincroniza ni congela) y al ASF (wmv). - Mejor tolerancia a errores respecto a AVI o MP4. - Posee menor overhead. - Facilidad para añadir extensiones futuras, gracias a EBML. - Posibilidad de añadir archivos de cualquier tipo. - Posibilidad de empotrar una imagen en el contenedor como muestra del contenido. - Soporte para etiquetas. |

## Licencia
Matroska es un proyecto de estándares abiertos. Esto significa que se puede utilizar libremente y que las especificaciones técnicas, que describen el flujo de bits, están disponibles y son accesibles para cualquier persona, incluyendo aquellas empresas que les gustaría ofrecer apoyo Matroska en sus productos.
El código fuente de las bibliotecas desarrolladas por el Equipo de Desarrollo de Matroska está licenciado bajo licencia GNU LGPL.

## Reproductores
El listado siguiente corresponde a una serie de programas, o software, que presentan soporte nativo Matroska.

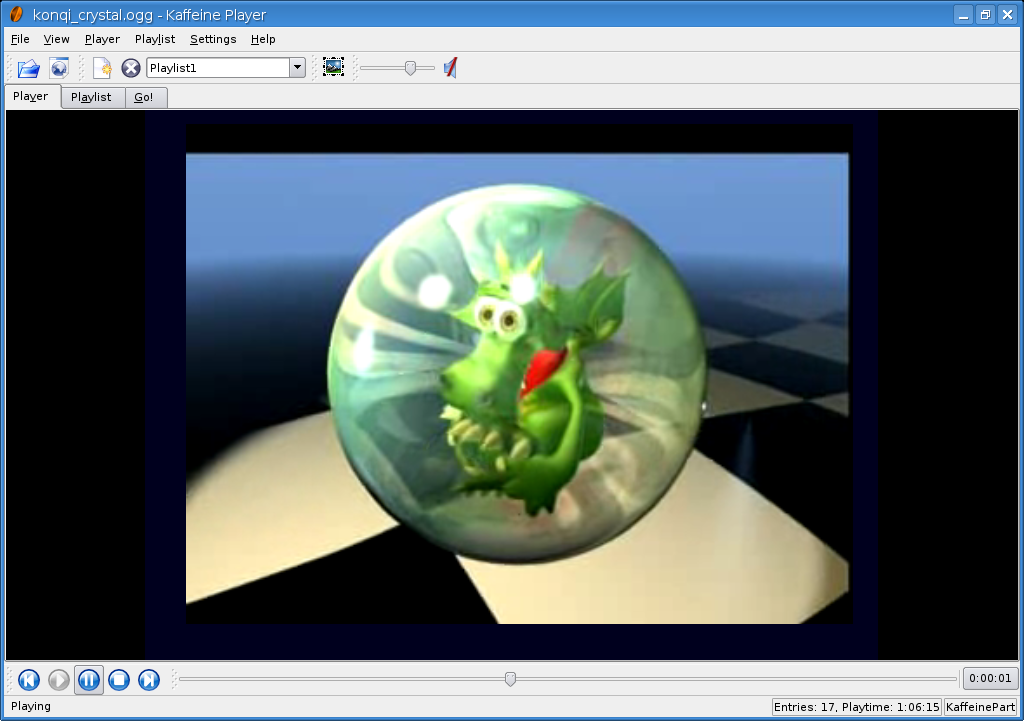
Kaffeine.

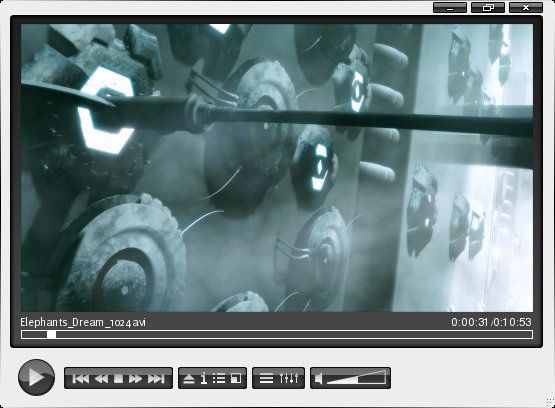
VLC Media Player.

| - ALShow - Avidemux - BS.Player - Chameleo - The Core Media Player - DivX - The Core Pocket Media Player - foobar2000 (v0.9.6) - GOM Player (Hace que el audio suene lento, con códec opcional reproduce perfecto) - Reproductores basados en Gstreamer - (Tótem, etc.) - HandBrake - jetAudio Archivado el 1 de noviembre de 2018 en Wayback Machine. - Kaffeine - k-lite codec pack - The KMPlayer - Media Player Classic - Media Player Classic - Home Cinema - MediaPortal | - Mezzmo Media Player - Mirillis Splash Pro - MPlayer - MythTV - Perian Plugin de Quicktime para Mac OS X - Xilisoft - Totem Movie Player - VirtualDubMod - VLC media player - VSO Software - Vuze Media Player - Winamp - xine - Zoom Player - plexapp - Kodi (antes XBMC) - Windows Media Player (solo en Windows 10) - Películas y TV (aplicación exclusiva de Windows 10) |